# I2S
Pour les articles homonymes, voir IIS.

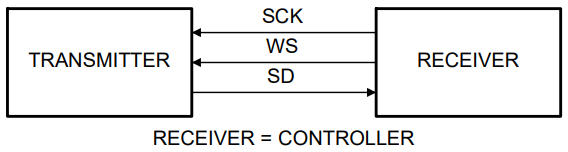
Configuration du récepteur I2S.

I2S, également appelé Inter-IC Sound, Integrated Interchip Sound, ou IIS, un standard d'interface électrique de type bus série pour connecter des matériels audio numériques ensemble. Il est principalement utilisé pour transporter des informations  PCM entre le CD et le DAC dans un lecteur de CD. 
Le bus I2S est synchrone, et sépare l'horloge et les signaux de données, contrairement à la liaison asynchrone S/PDIF qui les mélange, ce qui simplifie et fiabilise le traitement de l'horloge.
Le bus est composé d'au moins trois lignes :
1. Un signal d'horloge 'bit'
2. Un Signal d'horloge 'word' (également appelée 'word select line' ou horloge gauche droite)
3. Et au moins une ligne de données multiplexée

Vous pouvez également trouver les lignes suivantes :
1. Master clock (typiquement 4 x l'horloge 'bit' ou 256 x la fréquence d'échantillonnage du signal analogique)
2. Une ligne de données multiplexée pour l'upload

## I2S Normal
I2S est composé, comme indiqué plus haut, d'une horloge 'bit', d'un sélecteur de 'word' et d'une ligne de données.  L'horloge 'bit' donne une impulsion pour chaque bit de données sur la ligne de données.  L'horloge 'bit' opère à une fréquence qui est un multiple de la vitesse d'échantillonnage. Le multiplicateur de l'horloge 'bit' dépend du nombre de bit par canaux, multiplié par le nombre de canaux. Donc, par exemple, le CD Audio qui a une fréquence d'échantillonnage de 44,1 kHz, avec 16 bits de précision par canal, sur 2 canaux stéréo aura une fréquence d'horloge 'bit' de 44,100×16×2 = 1411,2 kHz ou 1,4112 MHz. Le signal d'horloge 'word' permet d'indiquer au matériel si les données sont envoyées pour le canal 1 ou le canal 2, puisque l'I2S permet aux données de deux canaux d'être envoyées sur la même ligne de données. Les transitions de l'horloge 'word' permettent également d'indiquer le début du mot. L'horloge 'word' bat à la fréquence d'un échantillon, donc pendant que l'horloge 'bit' oscille à une fréquence multiple de la fréquence d'échantillonnage, l'horloge 'word' suit toujours la fréquence d'échantillonnage. Pour un système à 2 canaux (stéréo), l'horloge 'word' sera une onde carrée avec un nombre égal de pulsation sur l'horloge 'bit' pour chaque canal. Dans un système mono, l'horloge 'word' battra d'une pulsation de l'horloge 'bit' pour signaler le début du mot suivant, mais ne sera plus carrée, et les transitions de l'horloge 'bit' se passeront avec l'horloge 'word' haute ou basse. 
Les données standards I2S sont envoyées du bit le plus significatif (MSB) au bit le moins significatif (LSB), en commençant à la transition gauche de l'horloge 'word', avec un signal d'horloge de délai. Transmettre les MSB d'abord permet aux matériels émetteur et récepteur de ne pas se préoccuper de la précision audio de l'autre matériel. Si l'émetteur transmet 32 bits par canal vers un matériel qui a une précision interne de 24 bits, le récepteur peut simplement ignorer les bits au-delà du 24e. Inversement, si l'émetteur envoie 16 bits par canal à un récepteur qui a une précision de 24 bits, le récepteur remplit simplement de zéros les bits manquants. Cela permet de mélanger les composants de différentes précisions sans reconfiguration.
On peut également rencontrer des flux I2S justifiés à gauche, où il n'y a pas de délais sur la ligne de 'bit' et où les données commencent juste au début de l'horloge 'word'. Il y a également des flux justifiés à droite où la ligne de données monte avec la transition à droite de l'horloge 'word'. Ces configurations sont toutefois considérées comme ne faisant pas partie du standard I2S.
Les signaux I2S peuvent être facilement transférés sur une connexion matérielle de type Ethernet (prises et connecteurs 8P8C et un câblage de type Cat-5e et plus).

## Voir également
- AC'97
- I2C
- S/PDIF